# Farid Boudjellal
Pour les articles homonymes, voir Boudjellal.
Farid Boudjellal, né le 12 mars 1953 à Toulon, est un auteur de bande dessinée français.

## Biographie

### Débuts
Issu de l'immigration algérienne et de l'exode arménien, il est atteint de la poliomyélite à l'âge de huit mois. Il grandit dans le sud de la France. La maladie, poliomyélite et asthme, l'empêche d’aller à l’école du cours moyen jusqu’à la classe de troisième. Titulaire d'un CAP d’employé de bureau et d'un baccalauréat G2, il poursuit par deux années à l’université : l’une en lettres, l’autre en sociologie. Son enfance est marquée par la guerre d'Algérie, mai 68 et la revue Kiwi à laquelle il rend plus tard hommage dans l'album Petit Polio où il fait apparaître entre autres, le héros Blek le Roc. 

### Entrée dans la bande dessinée
En 1978, il publie des histoires courtes dans Circus et Charlie Mensuel. Son premier récit long, L'Oud, paraît chez Futuropolis. À Paris, il s'installe dans un studio avec José Jover et Roland Monpierre. Il réalise en 1986 l’affiche du film Le Gone du Chaâba, adaptation au cinéma d'un ouvrage d'Azouz Begag. Il écrit de nombreux scénarios et dessine de nombreux albums consacrés au thème de l’immigration (Les Soirées d’Abdullah, Mémé d'Arménie), à la crise du logement en France (L’Oud), au racisme (Juifs-Arabes, Jambon-beur, Le Beurgeois) et au handicap (Petit Polio).

### Reconnaissance
En 1998 paraît le premier tome de Petit Polio, série plus ou moins autobiographique où il reprend le personnage de Mahmoud déjà présent dans Ramadan : « Le personnage de Petit Polio est d’une certaine façon l'anti-Titeuf... Titeuf est un personnage immuable, tout comme Astérix ou Tintin, il ne bouge pas. À l’inverse, Petit Polio grandit. Dans le prochain album intitulé L'Année Ventoline, il part se faire soigner dans une clinique, que j'ai connue, spécialisée dans le traitement des maladies respiratoires. »
La série des Petit Polio lui permet de toucher un large public et, en 1999, de remporter le Prix Œcuménique au festival d'Angoulême. Au début des années 2000, il adopte un style graphique différent avec un trait semi-réaliste en introduisant la couleur directe à l'aquarelle sur ses planches de bande dessinée[réf. souhaitée].
Son frère cadet, Mourad Boudjellal, est le créateur et l'ancien PDG des éditions Soleil Productions.

## Œuvre
- L'Oud, Futuropolis

1. L'Oud, 1983
2. Le Gourbi, 1985
3. Ramadan, 1988

- Les Soirées d'Abdulah, Futuropolis, 1985
- Les Beurs (avec Larbi Mechkour), Albin Michel, 1985  (ISBN 2-226-02291-0)
- Gags à l'harissa, Humanoïdes associés, 1989  (ISBN 2-7316-0531-6)
- Juif-arabe, Soleil, 1990  (ISBN 2-87764-036-1)
- Intégriste, Soleil, 1990  (ISBN 2-87764-049-3)
- Conférences internationales, Soleil, 1991  (ISBN 2-87764-074-4)
- Français, Soleil, 1992  (ISBN 2-87764-130-9)
- Jambon-beur, Soleil, 1995  (ISBN 2-87764-377-8)
- L'Oud, la trilogie, Soleil, 1996
- L'Intégrale de Juif-Arabe, Soleil, 1996  (ISBN 2-87764-452-9)
- Ethnik ta mère (avec Jollet), Soleil, 1996  (ISBN 2-87764-412-X)
- Le Beurgeois, Soleil, 1997  (ISBN 2-87764-618-1)
- Petit Polio, Soleil

1. Petit Polio, première partie, 1998  (ISBN 2-87764-764-1)[3]
2. Petit Polio, seconde partie, 1999  (ISBN 2-87764-916-4)
3. Mémé d'Arménie, 2002  (ISBN 2-84565-204-6)

- Le Cousin harki, Futuropolis, 2012   (ISBN 978-2-7548-0241-3)
- Les Slimani, Tartamudo, 2003
- Les Folles Années de l'intégration, (avec Larbi Mechkour et José Jover), Tartamudo, 2004
- Le Chien à trois pattes, Tartamudo, 2005  (ISBN 2-910867-21-8)
- Les Contes du djinn, Hadj moussa (avec Leïla Leïz), Soleil, 2005  (ISBN 2-84565-884-2)
- Les Années 1958/1959, Futuropolis, 2006  (ISBN 2-7548-0052-2).
- La Présidente (avec François Durpaire) Les Arènes BD-Demopolis

1. La Présidente, 2015  (ISBN 978-2-35204-462-8)
2. Totalitaire, 2016  (ISBN 9782352045458)
3. La Vague, 2017  (ISBN 978-2-3520-4588-5)

- ElyZée (avec François Durpaire), Mourad Maurice éditions, 2022.
- Oum Kalsoum, l'arme secrète de Nasser (avec Martine Lagardette), Oxymore, 2024  (ISBN 9782385610302)[4],[5],[6]

## Récompense
- 1999 : Prix du jury œcuménique de la bande dessinée pour Petit Polio, t. 1
- 2002 :  prix Région Centre-Val-de-Loire pour Mémé d'Arménie

### Interviews
- Farid Boudjellal (int. Christian Marmonnier, « Entretien avec Farid Boudjellal », dans Critix n°4, Bananas BD, automne 1997, p. 57-60.